# Charlie Angus
Pour les articles homonymes, voir Angus.
Charles Joseph (Charlie) Angus, né le 14 novembre 1962 à Timmins en Ontario, est un musicien, auteur et personnalité politique canadienne. Il est député à la Chambre des communes du Canada, représentant la circonscription ontarienne de Timmins—Baie James de 2004 à 2025 sous la bannière du Nouveau Parti démocratique (NPD).

## Biographie
Charlie Angus grandit à Toronto dès 1973 dans une famille ouvrière. Son père, ancien mineur, devient enseignant, et sa mère reprend des études du soir. Il s’installe ensuite à Cobalt, où il vit avec son épouse Brit Griffin, journaliste et écrivaine.
Dans les années 1980, il cofonde le groupe punk-rock L’Étranger avec Andrew Cash. En 1986, il fonde le groupe folk-rock Grievous Angels, qui mêle musique et engagement social, encore actif en 2024.
En 1985, le couple Angus-Griffin fonde une maison du mouvement Catholic Worker à Toronto, dédiée aux sans-abri, réfugiés et ex-détenus. En 1995, il cofonde aussi le magazine culturel *HighGrader*.

## Carrière politique
Partisan du mariage entre personnes de même sexe, il est menacé d'un interdit de communion par son curé John Lemire.
En novembre 2008, il est nommé porte-parole du NPD pour le patrimoine et la culture ainsi que pour les questions numériques. Le 26 mai 2011, il est nommé porte-parole de l'opposition officielle pour l'éthique, l'accès à l’information, la vie privée, le droit d’auteur et les questions numériques.
En 2012, il fait adopter à l’unanimité une motion soutenant la campagne éducative Shannen’s Dream, lancée par la jeune militante Shannen Koostachin pour l’équité éducative des enfants autochtones.
Il se porte candidat à la chefferie du NPD en 2017, terminant troisième avec 19,4 % des voix.
Le 4 avril 2024, Charlie Angus annonce son départ de la vie politique à la fin de son mandat, après plus de 20 ans comme député.

## Publications
- *Les Costello – Canada’s Flying Father* (2005)
- *Cage Call* (avec Louie Palu, 2007)
- *We Lived a Life and Then Some* (avec Brit Griffin)
- *Cobalt: Cradle of the Demon Metals, Birth of a Mining Superpower* (2022)[5]

## Distinctions
- 1999 : Prix du Northern Lights Festival Boréal
- 2020 : « Champion de la santé mentale » décerné par la CAMIMH
- 2021 : « Mentor parlementaire de l’année » selon *Maclean’s*

## Discographie sélective

### Avec L’Étranger
- 1982 : *Innocent Hands*
- 1984 : *Running Out of Funtown*
- 1986 : *Sticks and Stones*

### Avec Grievous Angels
- 2013 : *Great Divide*
- 2021 : *Summer Before the Storm*
- 2024 : *Last Call for Cinderella*

## Résultats électoraux
|       | Candidat          | Parti        | # de voix | % des voix |
|       | John P. Curley    | Conservateur | +07 605,  | 20,4 %     |
|       | Todd Lever        | Libéral      | +12 940,  | 34,72 %    |
|       | (X) Charlie Angus | NPD          | +15 974,  | 42,86 %    |
|       | Max Kennedy       | Vert         | +00752,   | 2,02 %     |
| Total | Total             | Total        | 37 271    | 100 %      |

|       | Candidat          | Parti        | # de voix | % des voix |
|       | Bill Greenberg    | Conservateur | +10 526,  | 31,69 %    |
|       | Marilyn Wood      | Libéral      | +05 230,  | 15,74 %    |
|       | (X) Charlie Angus | NPD          | +16 738,  | 50,39 %    |
|       | Lisa Bennett      | Vert         | +00724,   | 2,18 %     |
| Total | Total             | Total        | 33 218    | 100 %      |

|       | Candidat          | Parti        | # de voix | % des voix |
|       | Bill Greenberg    | Conservateur | +05 536,  | 18,21 %    |
|       | Paul Taillefer    | Libéral      | +06 740,  | 22,17 %    |
|       | (X) Charlie Angus | NPD          | +17 188,  | 56,54 %    |
|       | Larry Verner      | Vert         | +00938,   | 3,09 %     |
| Total | Total             | Total        | 30 402    | 100 %      |